# Skarpengland
Skarpengland is een plaats in de Noorse gemeente Vennesla, provincie Agder. Skarpengland telt 492 inwoners (2007) en heeft een oppervlakte van 0,39 km². Tot 1964 maakte het dorp deel uit van de gemeente Øvrebø.